# NGC 4103
NGC 4103 (другие обозначения — OCL 871, ESO 130-SC5) — рассеянное скопление в созвездии Южный Крест.
Этот объект входит в число перечисленных в оригинальной редакции «Нового общего каталога».
В скоплении отсутствует разброс звёзд по возрасту, и нет дефицита звёзд с малой массой.